# Центральный (стадион, Новороссийск)
Центральный — стадион в Новороссийске. Домашняя арена футбольного клуба «Черноморец».
Построен в 1930 году под названием «Динамо». Позже был известен как «Труд». Стадион вмещает 12 500 зрителей (до 1996 года стадион вмещал 8000 зрителей). По состоянию на 2022 год имеет третью категорию (позволяет проводить матчи Второй лиги). Находится на улице Советов, 55.

## История
По инициативе партийной организации отдела НКВД было решено соорудить стадион собственными силами. Под площадку стадиона была намечена свободная площадь, изрытая рытвинами, заваленная мусором. В 1929 году сотрудники городского отдела вышли на первый воскресник для расчистки площади, а потом субботники и воскресники систематически продолжались. Затем за дело взялись специалисты и в 1930 году строительство стадиона «Динамо» завершилось. В 1942 году стадион был практически полностью уничтожен фашистами. Восстановление стадиона началось в 1953 году. Сначала на стадионе, который тогда именовался «Труд», в 1954 году появилась Западная трибуна, затем — в 1958 — Восточная трибуна. В 1961 году была построена Южная трибуна, а также были реконструированы Западная и Восточная, которые стали бетонными.

## Реконструкция
Реконструкция стадиона была начата в 1996 году. По плану реконструкции на стадионе должна быть построена Восточная трибуна и реконструирована Северная, Восточная и Южная трибуна, что позволило бы стадиону принимать 18 000 зрителей. В 1998 году на трибунах стадиона появились первые пластиковые сиденья. Спустя год Восточная и Южная трибуны были снесены и выстроены заново. В том же 1999 году, впервые за 40 лет, состоялась полная реконструкция футбольного поля — был заменён дренаж и газон, тогда же стадион был переименован, и стал называться Центральный. В 2001 году над Восточной трибуной появился козырёк. Последняя реконструкция на стадионе «Центральный» в Новороссийске состоялась в 2007 году, когда вокруг поля появились беговые дорожки для занятий лёгкой атлетикой. Большая часть работ уже завершена — установлено электронное табло, установлены пластиковые сиденья, но не закончена Восточная трибуна, и не реконструирована Западная трибуна. Из-за финансовых проблем клуба работы приостанавливали, в 2008 году работы восстановились и началось строительство офиса с гостиницей ФК «Черноморец», которая также входит в план реконструкции. Работы закончили к 2014 году.

## Важные события на стадионе
- 19 сентября 2001: первый раунд Кубка УЕФА
  - «Черноморец» — «Валенсия» (Испания)
- 25, 30 сентября 2008 года: матчи первого отборочного раунда ЧЕ-2009 (U-17) в группе 12.
  -  Словения —  Россия[2]
  -  Россия —  Турция[3]

## Основные характеристики стадиона
- Адрес: 353900, Новороссийск, ул. Советов, 55
- Год постройки: с 1929 по 1930
- Реконструкция: 1996—2011
- Вместимость: 12 910 (разрешённая вместимость 10 000)
- Информационное табло: 1 электронное
- Осветительные мачты: 4 (которые обеспечивают вертикальную освещённость 2000 люкс)
- Вместимость гостевого сектора — По письменной заявке команды-соперника — до 1 250 мест (10 % от вместимости стадиона). Без неё — 500 мест. Болельщиков гостей размещают на 4 секторе Южной трибуны (при необходимости им так же отводится 3 сектор).
- Комментаторские позиции: 2
- Количество ТВ позиций: 7
- Ложа прессы: 35 мест
- Количество касс: 6

### Поле
- Размер игрового поля: 105 м х 68 (Без подогрева)
- Газон: искусственный
- Стандарт поля: европейский уровень, соответствие стандартам УЕФА

### Трибуны
- Количество трибун: 4
- Трибуна «Запад» — 3 000 мест
- Трибуна «Восток» — 2 500 мест
- Трибуна «Север» — 5 000 мест
- Трибуна «Юг» — 2 000 мест